# ستيف فولكنير
ستيف فولكنير (بالإنجليزية: Steve Faulkner)‏ (18 ديسمبر 1954 في المملكة المتحدة - ) هو لاعب كرة قدم بريطاني في مركز الدفاع. لعب مع ستوكبورت كونتي وشيفيلد يونايتد ونادي يورك سيتي وفريكلي أثلتيك ‏.

## وصلات خارجية
- ستيف فولكنير على موقع قاعدة بيانات كرة القدم.إي يو (الإنجليزية)